# Xylotrechus altaicus
Xylotrechus altaicus là một loài bọ cánh cứng trong họ Cerambycidae.